# Campionati europei di nuoto 2010 - 50 metri stile libero maschili
Le qualifiche per la semifinale si sono svolte la mattina del 14 agosto 2010, mentre la semifinale si è svolta la sera dello stesso giorno. La finale si è svolta, invece, la sera del 15 agosto 2010.

## Medaglie
| Posizione | Atleta             | Paese   |
| --------- | ------------------ | ------- |
| Oro       | Frédérick Bousquet | Francia |
| Argento   | Stefan Nystrand    | Svezia  |
| Bronzo    | Fabien Gilot       | Francia |

## Record
Prima della manifestazione il record del mondo (RM), il record europeo (EU) e il record dei campionati (RC) sono i seguenti.
| Record mondiale       | 20"91 | César Cielo Filho Brasile  | 18 dicembre 2009 San Paolo, Brasile  |
| Record europeo        | 20"94 | Frédérick Bousquet Francia | 26 aprile 2009 Montpellier, Francia  |
| Record dei campionati | 21"50 | Alain Bernard Francia      | 23 marzo 2008 Eindhoven, Paesi Bassi |

Durante la competizione sono stati migliorati i seguenti record:
| Data      | Evento        | Atleta             | Nazione | Tempo | Record                |
| --------- | ------------- | ------------------ | ------- | ----- | --------------------- |
| 14 agosto | 2ª semifinale | Frédérick Bousquet | Francia | 21"36 | Record dei campionati |

## Risultati batterie
| Pos. | Atleta                | Nazionalità          | Tempo       | Batteria    | Corsia      | Note        |
| ---- | --------------------- | -------------------- | ----------- | ----------- | ----------- | ----------- |
| 1    | Frédérick Bousquet    | Francia              | 21.65       | 8           | 4           |             |
| 2    | Fabien Gilot          | Francia              | 21.91       | 7           | 4           |             |
| 3    | Stefan Nystrand       | Svezia               | 21.98       | 6           | 6           |             |
| 4    | Alain Bernard         | Francia              | 21.99       | 8           | 5           |             |
| 5    | Amaury Leveaux        | Francia              | 22.00       | 7           | 5           |             |
| 6    | Andrey Grechin        | Russia               | 22.17       | 8           | 6           |             |
| 7    | Luca Dotto            | Italia               | 22.32       | 6           | 3           |             |
| 8    | Marco Orsi            | Italia               | 22.41       | 8           | 3           |             |
| 9    | Steffen Deibler       | Germania             | 22.43       | 6           | 5           |             |
| 10   | Sergey Fesikov        | Russia               | 22.46       | 7           | 1           |             |
| 11   | Dominik Kozma         | Ungheria             | 22.51       | 5           | 4           |             |
| 11   | Ari-Pekka Liukkonen   | Finlandia            | 22.51       | 8           | 1           |             |
| 13   | Alexandre Agostinho   | Portogallo           | 22.53       | 7           | 6           |             |
| 14   | Konrad Czerniak       | Polonia              | 22.56       | 6           | 4           |             |
| 15   | Krisztián Takács      | Ungheria             | 22.65       | 6           | 2           |             |
| 15   | Lucio Spadaro         | Italia               | 22.65       | 7           | 3           |             |
| 15   | Luca Leonardi         | Italia               | 22.65       | 8           | 2           |             |
| 18   | Simon Burnett         | Regno Unito          | 22.68       | 8           | 7           |             |
| 19   | Jasper Aerents        | Belgio               | 22.74       | 6           | 7           |             |
| 20   | Duje Draganja         | Croazia              | 22.76       | 1           | 2           |             |
| 21   | Petter Stymne         | Svezia               | 22.77       | 5           | 5           |             |
| 22   | Ioannis Kalargaris    | Grecia               | 22.78       | 8           | 8           |             |
| 23   | Jakob Andkjær         | Danimarca            | 22.79       | 7           | 7           |             |
| 24   | Martin Spitzer        | Austria              | 22.86       | 5           | 1           |             |
| 25   | Yoris Grandjean       | Belgio               | 22.90       | 7           | 2           |             |
| 26   | Norbert Trandafir     | Romania              | 22.95       | 5           | 8           |             |
| 27   | Apostolos Tsagkarakis | Grecia               | 22.96       | 7           | 8           |             |
| 28   | Robin Andreasson      | Svezia               | 22.97       | 5           | 2           |             |
| 29   | Jani Rusi             | Finlandia            | 23.06       | 4           | 6           |             |
| 29   | Barry Murphy          | Irlanda              | 23.06       | 6           | 1           |             |
| 31   | Dmitriy Cherkasov     | Azerbaigian          | 23.07       | 1           | 3           |             |
| 32   | Grant Turner          | Regno Unito          | 23.09       | 5           | 3           |             |
| 33   | Jonas Persson         | Svezia               | 23.14       | 4           | 3           |             |
| 33   | Mindaugas Sadauskas   | Lituania             | 23.14       | 4           | 8           |             |
| 35   | Kaan Tayla            | Turchia              | 23.15       | 1           | 5           |             |
| 36   | Lukasz Gasior         | Polonia              | 23.21       | 6           | 8           |             |
| 37   | Alexandr Bashlakov    | Bielorussia          | 23.27       | 5           | 7           |             |
| 38   | Paulius Viktoravicius | Lituania             | 23.29       | 4           | 2           |             |
| 39   | Boris Stojanovic      | Serbia               | 23.30       | 4           | 5           |             |
| 40   | Andrei Tuomola        | Finlandia            | 23.37       | 2           | 4           |             |
| 41   | Ante Zoricic          | Croazia              | 23.40       | 1           | 4           |             |
| 42   | Manu Maentymaeki      | Finlandia            | 23.41       | 4           | 4           |             |
| 43   | Mario Delac           | Croazia              | 23.43       | 4           | 7           |             |
| 44   | Michal Rubacek        | Rep. Ceca            | 23.49       | 3           | 7           |             |
| 45   | Alexandre Bakhtiarov  | Cipro                | 23.50       | 2           | 2           |             |
| 46   | Alexei Puninski       | Croazia              | 23.59       | 5           | 6           |             |
| 47   | Arnel Dudic           | Bosnia ed Erzegovina | 23.64       | 2           | 5           |             |
| 48   | Ensar Hajder          | Bosnia ed Erzegovina | 23.65       | 1           | 7           |             |
| 48   | Vladimir Sidorkin     | Estonia              | 23.65       | 1           | 1           |             |
| 50   | Zoltán Horváth        | Ungheria             | 23.68       | 3           | 3           |             |
| 51   | Daniel Skaaning       | Danimarca            | 23.69       | 3           | 2           |             |
| 52   | Yuriy Yegoshin        | Ucraina              | 23.75       | 3           | 4           |             |
| 53   | Nikola Simić          | Serbia               | 23.81       | 3           | 6           |             |
| 54   | Vitaliy Baryshok      | Ucraina              | 23.84       | 3           | 1           |             |
| 55   | Matej Kuchar          | Slovacchia           | 23.86       | 2           | 3           |             |
| 56   | Matyas Keresztes      | Ungheria             | 23.95       | 4           | 1           |             |
| 57   | Danil Haustov         | Estonia              | 23.98       | 3           | 8           |             |
| 58   | Giedrius Andriunaitis | Lituania             | 24.26       | 2           | 6           |             |
| 59   | Pauli O. Mohr         | Fær Øer              | 24.68       | 2           | 7           |             |
| 60   | Nenad Simic           | Bosnia ed Erzegovina | 25.39       | 2           | 1           |             |
| 61   | Mario Sulkja          | Albania              | 25.54       | 2           | 8           |             |
|      | Flori Lang            | Svizzera             | non partito | non partito | non partito | non partito |

## Semifinali
| Pos. | Atleta              | Nazionalità | Batteria | Corsia | Tempo | Note                  |
| ---- | ------------------- | ----------- | -------- | ------ | ----- | --------------------- |
| 1    | Frédérick Bousquet  | Francia     | 2        | 4      | 21.36 | Record dei campionati |
| 2    | Fabien Gilot        | Francia     | 1        | 4      | 21.75 |                       |
| 3    | Stefan Nystrand     | Svezia      | 2        | 5      | 21.80 |                       |
| 4    | Andrey Grechin      | Russia      | 1        | 5      | 21.98 |                       |
| 5    | Luca Dotto          | Italia      | 2        | 3      | 22.14 |                       |
| 6    | Simon Burnett       | Regno Unito | 1        | 1      | 22.16 |                       |
| 7    | Marco Orsi          | Italia      | 1        | 3      | 22.20 |                       |
| 8    | Steffen Deibler     | Germania    | 2        | 6      | 22.27 |                       |
| 8    | Krisztián Takács    | Ungheria    | 2        | 1      | 22.27 |                       |
| 10   | Dominik Kozma       | Ungheria    | 2        | 2      | 22.33 |                       |
| 11   | Sergey Fesikov      | Russia      | 1        | 6      | 22.34 |                       |
| 12   | Ari-Pekka Liukkonen | Finlandia   | 1        | 2      | 22.41 |                       |
| 13   | Alexandre Agostinho | Portogallo  | 2        | 7      | 22.44 |                       |
| 14   | Duje Draganja       | Croazia     | 1        | 8      | 22.46 |                       |
| 15   | Konrad Czerniak     | Polonia     | 1        | 7      | 22.58 |                       |
| 16   | Jasper Aerents      | Belgio      | 2        | 8      | 22.85 |                       |

### Spareggio
| Pos. | Atleta           | Nazionalità | Tempo | Corsia | Note |
| ---- | ---------------- | ----------- | ----- | ------ | ---- |
| 1    | Steffen Deibler  | Germania    | 21"99 | 4      |      |
| 2    | Krisztián Takács | Ungheria    | 22"12 | 5      |      |

## Finale
| Pos. | Atleta             | Nazionalità | Corsia | Tempo | Note |
| ---- | ------------------ | ----------- | ------ | ----- | ---- |
|      | Frédérick Bousquet | Francia     | 4      | 21.49 |      |
|      | Stefan Nystrand    | Svezia      | 3      | 21.69 |      |
|      | Fabien Gilot       | Francia     | 5      | 21.76 |      |
| 4    | Andrey Grechin     | Russia      | 6      | 22.09 |      |
| 5    | Luca Dotto         | Italia      | 2      | 22.14 |      |
| 6    | Steffen Deibler    | Germania    | 8      | 22.24 |      |
| 7    | Marco Orsi         | Italia      | 1      | 22.26 |      |
| 8    | Simon Burnett      | Regno Unito | 7      | 22.38 |      |